# レゼンデFC
レゼンデFC (ポルトガル語: Resende Futebol Clube) は、ブラジル・リオデジャネイロ州レゼンデを本拠地とするサッカークラブである。

## 歴史
1909年6月6日設立。
2007年カンピオナート・カリオカ2部で優勝し1部に昇格。2009年タッサ・グアナバラ準優勝。

## タイトル

### 国内タイトル
- カンピオナート・カリオカ・セリエB : 1回
  - 2007
- コパ・リオ : 2回
  - 2014, 2015

### 国際タイトル
なし

## 歴代監督
- アイルトン・フェラス 2010, 2014, 2015

## 歴代所属選手
- ブルーノ・メネゲウ 2009
- ヴィオラ 2009
- ルーカス・シアレッチ 2009
- キロス 2017